# Caudectomía

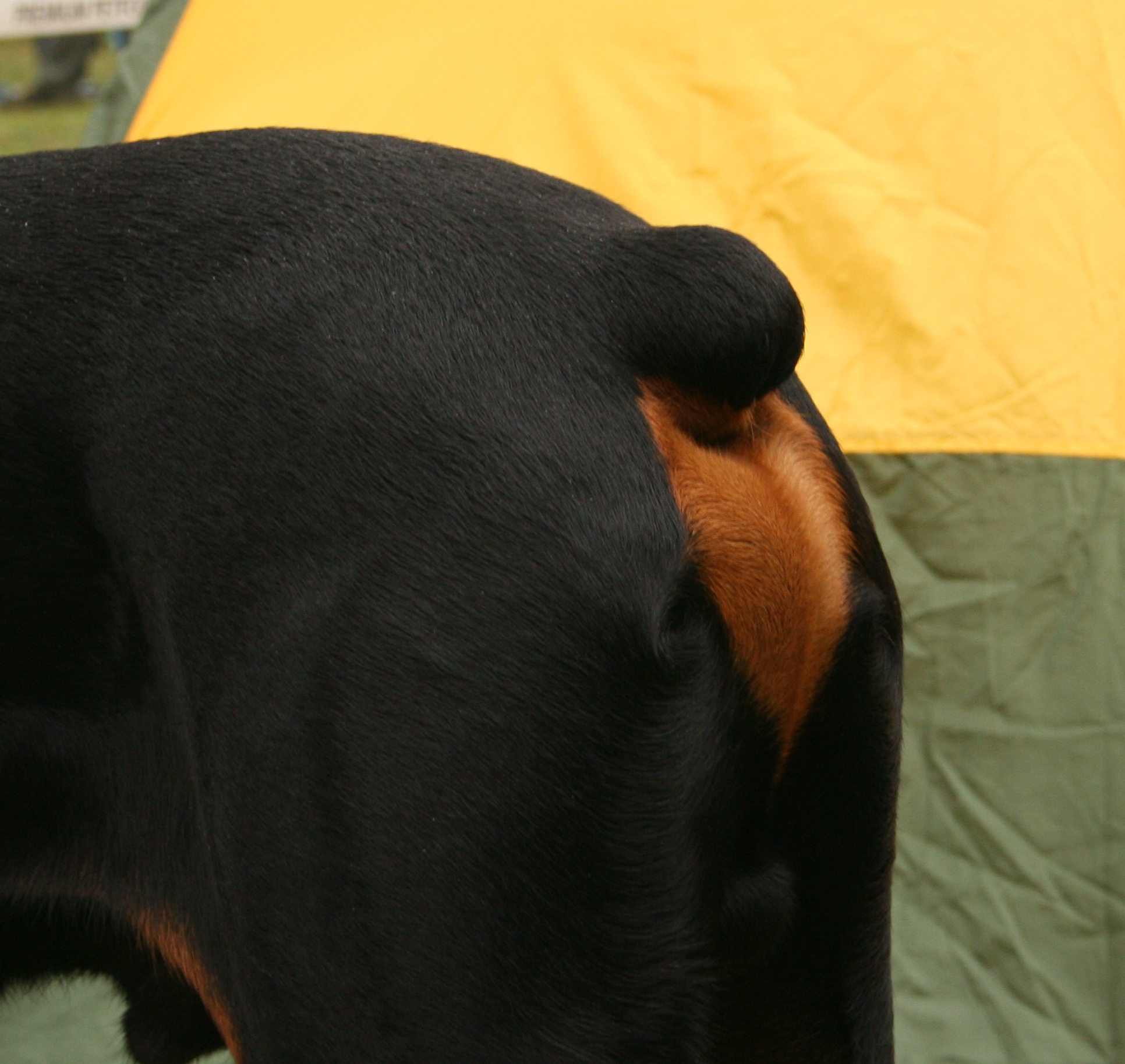
Primer plano de la cola amputada de un dóberman.

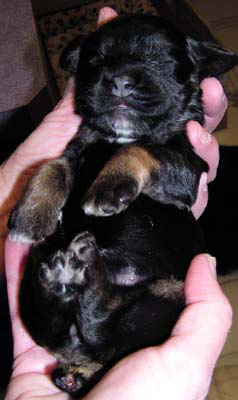
Cachorro de cocker americano recién descolado.

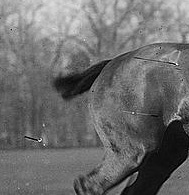
La caudectomía en caballos también es muy común.

La caudectomía (del latín cauda, «cola», y del griego εκτομία ektomia, «corte») es la mutilación total o parcial de la cola de un animal, generalmente con fines estéticos. Se diferencia de la otectomía, que es la amputación total o parcial de las orejas. Es especialmente frecuente en perros, caballos, ovejas y cabras. Se considera una práctica de crueldad hacia los animales y está prohibida en varios países (sólo perros). La amputación del rabo se da en una de dos maneras: un método es restringir el suministro de sangre al mismo con una ligadura de goma durante unos días hasta que este se caiga. Otro método consiste en cercenarlo con unas tijeras quirúrgicas, un bisturí o unas pinzas de burdizzo. La longitud a la que se amputan las colas varía según la raza, y a menudo se especifica en el estándar de la raza.
A nivel físico, la caudectomía está relacionada con la presencia de neuromas, dolor crónico, atrofia de los músculos de la pelvis (que a su vez puede conducir a una incontinencia fecal o urinaria y a un compromiso de la integridad del diafragma pélvico, pudiéndose producir una hernia perineal), además de problemas de locomoción, ya que la cola ayuda al perro al equilibrio y la agilidad. A nivel psíquico, la caudectomía afecta negativamente a la habilidad comunicativa del perro, llevándolo a un comportamiento antisocial tanto con personas como con otros canes.
Existen alrededor de 170 razas de perro a las que les puede crecer una cola corta de forma natural (por genética, mutación C189G). Estas colas se asemejan a los rabos que han sufrido caudectomía, pero son un fenotipo natural distinto. Algunas razas que pueden sufrir la mutación C189G son el braco francés, el terrier brasileño, el pastor inglés, el spaniel bretón, el perro de agua español, el mudi o el pastor de los pirineos. Sin embargo, por la estereotipación de ciertas razas, los criadores les suelen practicar la caudectomía, aunque esto es básicamente una moda. En un estudio de 1996 en Australia, el 82 % de los criadores caninos aseguraban que los perros no experimentan dolor cuando se les amputa la cola («nulo o leve»), mientras que el 76 % de los veterinarios aseguraron que sí sufren («significativo o severo»). En otro estudio de 2016, el 42 % de los participantes asoció ciertas razas a una cola de tamaño pequeño y desconocían que fuese por caudectomía. Por lo que se trata de un tema de consciencia social. Algunas razas a las que se les suele practicar la caudectomía son el airedale terrier, el antiguo pastor inglés (que incluso se le llama alternativamente bobtail «colita», «cola chica»), el cocker spaniel, el grifón, varios tipos de terrier (kerry blue, irlandés, sealyham, galés, Yorkshire...), el caniche, el braco de Weimar, o el bóxer.

## Historia

### Propósito
Históricamente, se pensaba que la mutilación de la cola fortalecía la espalda del animal, le dotaba de mayor velocidad y le prevenía de la rabia, así como de lesiones en las peleas de perros, en las cazas con perro y los juegos de cebo.
La caudectomía se realiza en tiempos modernos con fines profilácticos, terapéuticos o estéticos. Para los canes que trabajan en el campo, como algunos perros de caza, perros pastores o perros terrier, las colas pueden acumular abrojos y espigas, causando dolor e infección y, debido al meneo del rabo, podrían estar sujetos a la abrasión u otras lesiones mientras se mueven a través de matorrales densos. Los huesos de la cola pueden romperse por el impacto en el campo, causando lesiones en la columna vertebral, o los terriers pueden quedar atrapados bajo tierra, lo que requiere que la cola los saque, en cuyo caso el rabo amputado protege al perro de lesiones o traumatismos en la columna. La Asociación Estadunidense de Medicina Veterinaria (The American Veterinary Medical Association, la organización profesional veterinaria más grande de los EE. UU.) niega estas justificaciones y dice que «estas justificaciones para desrabotar de los perros de trabajo carecen de un respaldo científico sustancial. En el estudio más grande hasta la fecha sobre lesiones de la cola en perros, la incidencia fue 0,23 % y se calculó que aproximadamente 500 perros necesitan ser amputados para evitar una lesión en la cola».

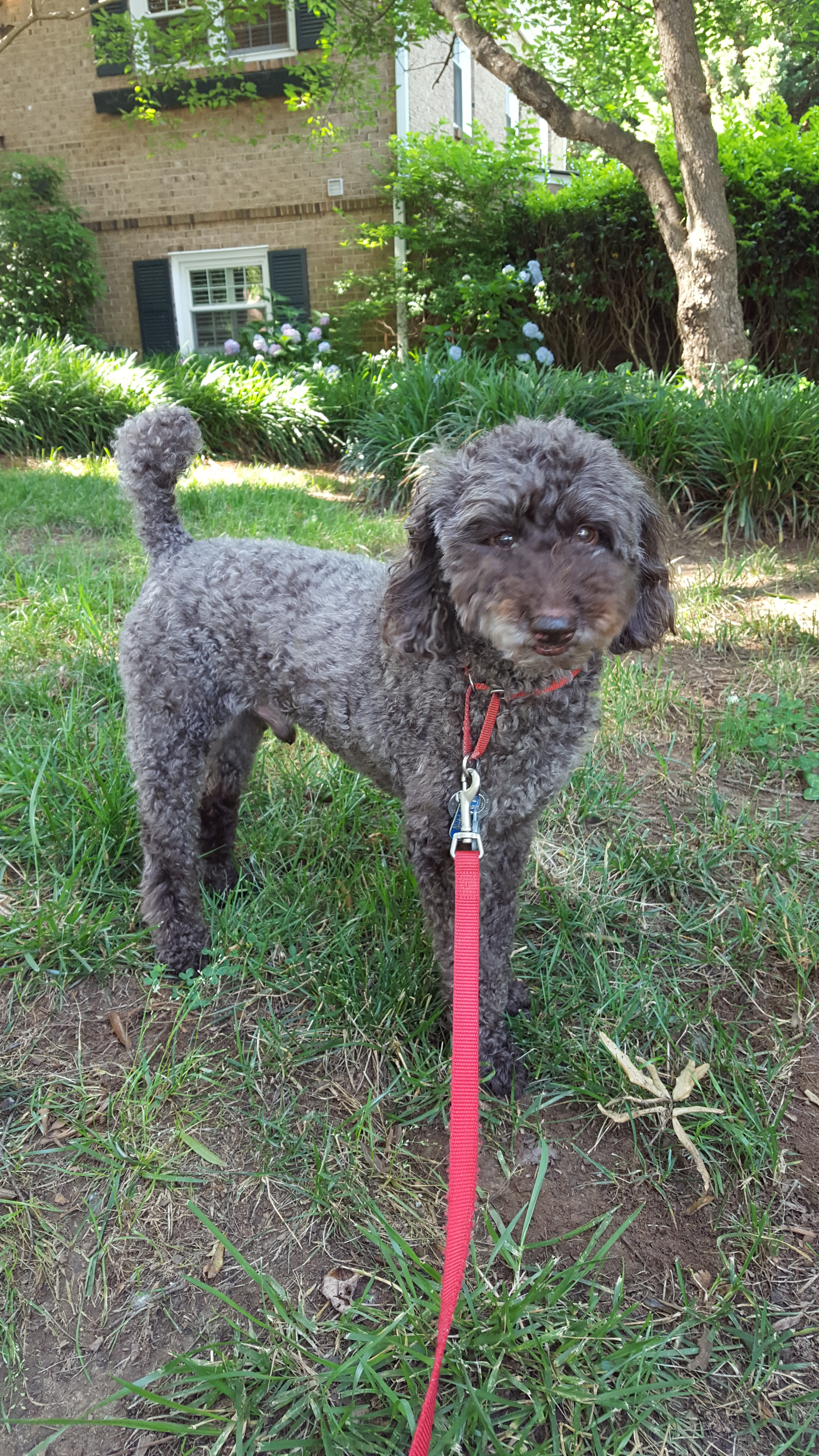
Las colas de caniche a menudo se amputan por razones estéticas.

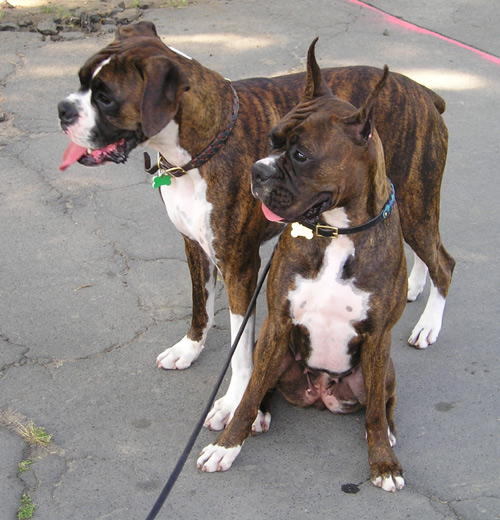
Un bóxer con orejas naturales (izquierda) y otro con orejas amputadas y erguidas (derecha). En el primero también se puede observar que tiene la cola amputada.

### Práctica moderna
La caudectomía en cachorros de menos de 10 a 14 días se lleva a cabo de forma rutinaria tanto por criadores como por veterinarios sin anestesia. Los opositores a estos procedimientos afirman que la mayoría de las amputaciones de cola se realizan por razones estéticas más que por problemas de salud y son innecesariamente dolorosas para el can. Reclaman se desrabota de manera habitual incluso a perros de exhibición o mascotas que no lo necesitan. Señalan que es una cuestión de tradición y convención, con poco argumento científico, y bajo esa lógica existen también numerosas razas de perros de cola larga que tradicionalmente no se mutilan como el pointer inglés, el setter, el perro de pastoreo o el foxhound inglés.
Los canes de gran tamaño, usados por el ser humano para el trabajo de guardia o protección (como el perro policía), se les suele amputar la cola para evitar que sea agarrada en una pelea. Esto es común en varias razas: rottweiler, dóberman, bandog, mastín italiano, boerboel, bóxer, etc.
Un estudio realizado en el Hospital Veterinario de Animales de la Universidad de Queensland encontró que los cachorros muestran signos de dolor cuando se les amputa la cola. De los 50 cachorros observados en el estudio, los 50 vociferaron (chillaron) cuando se les amputaron los rabos, con un promedio de 24 chillidos por cachorro. La Asociación Estadunidense de Medicina Veterinaria ha expresado su preocupación de que el dolor durante este período de desarrollo temprano podría causar daños duraderos: «Hay evidencia en muchas especies de que los estímulos nocivos en el período perinatal pueden alterar permanentemente el desarrollo normal del sistema nervioso central y tener efectos negativos a largo plazo».

### Posiciones favorables
H. Lee Robinson, M.S., argumenta que las preocupaciones reportadas sobre el corte de la cola carecen de evidencia empírica, y es apoyado principalmente por activistas de los derechos de los animales que «carecen de experiencia con perros de trabajo». Robinson sugiere que amputar la cola de los canes de trabajo a aproximadamente la mitad de la longitud proporciona «beneficios en la prevención de lesiones y la prevención de infecciones, al tiempo que mantiene la longitud suficiente de la cola para la comunicación social. Robinson, sin embargo, no es un veterinario o investigador, sino el propietario del American Sentinel K9, empresa que «entrena perros» y se lucra realizando caudectomías.

### Posiciones críticas

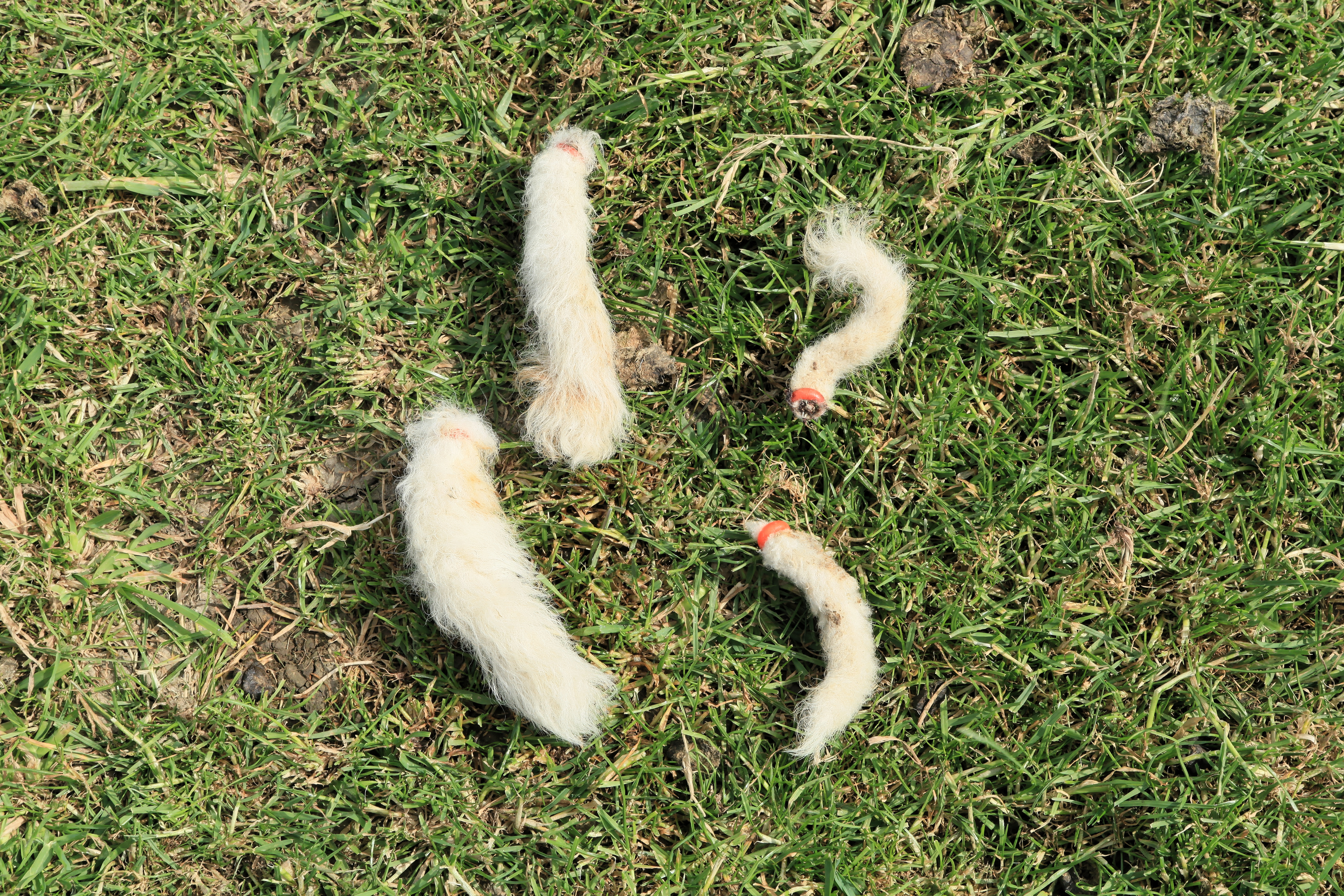
El descole mediante gomas es uno de los más frecuentes. Las gomas «asfixian» la cola, dejándola sin flujo de sangre por días hasta que finalmente caen.

En su publicación Cosmetic tail–docking of dogs («caudectomía estética en perros») de 1996, Robert K. Wansborough argumenta que la amputación de la cola pone a los perros en desventaja de varias maneras; En primer lugar, los perros usan sus rabos para comunicarse con otros perros (y con personas); un perro sin cola podría tener una discapacidad significativa para transmitir miedo, prudencia, agresión, felicidad, juego...etc. Leaver y Reimchen, en 2007, descubrieron que las colas más largas eran más efectivas que las homólogas más cortas para «transmitir diferentes señales intraespecíficas, proporcionadas por el movimiento de la cola».
También se ha sugerido que ciertas razas usan sus colas como «timón» para nadar, y posiblemente para mantener el equilibrio cuando corren; Por lo tanto, los perros con caudectomía podrían estar en desventaja en comparación con sus compañeros con cola. Los videos que comparan los perros con y sin caudectomía corriendo y saltando muestran que los canes que están amputados tienen que trabajar más para compensar la pérdida de la cola. El patólogo canino y experto en medicina deportiva Prof. Chris Zink cree que el estrés adicional impuesto en las articulaciones puede tener consecuencias para la salud a largo plazo.
Argumentan que, si realmente la cola del can fuese una amenaza para la vida del mismo, la mera naturaleza se habría encargado de suprimirla mediante la selección natural. De hecho, sugieren que la mutilación del rabo es en realidad una suerte de especismo contra el perro, provocada por la ignorancia del ser humano.
En 2007, Stephen Leaver, un estudiante graduado de la Universidad de Victoria, publicó un documento sobre la mutilación de la cola donde dice encontrar que la longitud de la misma era importante en la transmisión de señales sociales. El estudio encontró que los perros con colas más cortas (colas amputadas) serían abordados con precaución, como si el can que se acercara no estuviera seguro del estado emocional del perro amputado. El estudio continúa sugiriendo que los perros con colas mutiladas pueden crecer para ser más agresivos. El razonamiento postulado por Tom Reimchen, biólogo de la Universidad de Victoria y supervisor del estudio, fue que los perros que crecieron sin poder transmitir señales sociales de manera eficiente crecerían para ser más antisociales y, por lo tanto, más agresivos.
La caudectomía ha sido condenada públicamente por la Asociación Médica Veterinaria estadunidense (American Veterinary Medical Association), la Asociación de Hospital Animal americana (American Animal Hospital Association), y la Asociación Médica Veterinaria canadiense (Canadian Veterinary Medical Association). Estas organizaciones también han llamado encima organizaciones de raza para sacar docking de todos estándares de raza.

### Influencia dekennel clubs
Los críticos señalan que los kennel clubs con estándares de raza que no tienen en cuenta a los perros sin caudectomía o otectomía (amputación de las orejas) presionan a los propietarios y criadores para que continúen la práctica. Aunque el American Kennel Club (AKC) dice que no tiene reglas que requieran caudectomía o que hagan que los animales mutilados no sean elegibles para el anillo de exhibición, los estándares para muchas razas ponen a los animales amputados en desventaja para la exhibición canina. El estándar de raza estadounidense para el bóxer, por ejemplo, recomienda que una cola amputada sea «severamente penalizada».
La posición de la AKC es que la mutilación de orejas y el corte de la cola son «prácticas aceptables integrales para definir y preservar el carácter de la raza y/o mejorar la buena salud», a pesar de que la Asociación Médica Veterinaria de los EE. UU. (American Veterinary Medical Association) se opone actualmente a esta práctica.

## Estatus legal
Hoy, muchos países prohíben la mutilación de orejas y rabos porque consideran que las prácticas son innecesarias, dolorosas y crueles. En Europa, la otectomía está prohibida en todos los países que han ratificado el Convenio europeo para la protección de los animales de compañía. Algunos países que ratificaron la convención hicieron excepciones para la mutilación de cola.

### Reino Unido
Los perros de exposición ya no están amputados en el Reino Unido. Un perro amputado antes del 28 de marzo de 2007 en Gales y el 6 de abril de 2007 en Inglaterra puede continuar mostrándose en todos los espectáculos en Inglaterra, Gales, Escocia e Irlanda del Norte a lo largo de su vida. Un perro amputado en, o después de, las fechas anteriores, independientemente de dónde estuvo amputado, no se puede mostrar en los espectáculos en Inglaterra y Gales, donde el público debe pagar una tarifa de admisión. Sin embargo, cuando un perro de trabajo ha sido desrabotado en Inglaterra y Gales según las regulaciones respectivas, se puede mostrar en donde se le cobre una tarifa al público, siempre y cuando se muestre «solo para demostrar su capacidad de trabajo». Por lo tanto, será necesario mostrar los canes de trabajo de manera que demuestren su capacidad de trabajo y no la conformidad con un estándar. Un perro amputado legalmente en Inglaterra, Gales, Irlanda del Norte o en el extranjero puede mostrarse en cualquier exposición en Escocia o Irlanda del Norte.
En Inglaterra y Gales la otectomía es ilegal, y ningún perro con orejas cortadas puede participar en ningún evento del Kennel Club (incluida la agilidad y otros eventos de no conformación). La amputación de la cola también es ilegal, a excepción de algunas razas que trabajan; Esta exención se aplica solo cuando la realiza un veterinario registrado.
El Colegio Real de Cirujanos Veterinarios (Royal College of Veterinary Surgeons, RCVS), el organismo regulador para los cirujanos veterinarios en el Reino Unido, ha declarado que consideran la caudectomía como «una mutilación injustificada y poco ética a menos que se haga por razones terapéuticas o profilácticas justificadas». En 1995, un cirujano veterinario fue llevado ante el consejo disciplinario RCVS por «conducta profesional vergonzosa» para llevar a cabo la caudectomía estética. El cirujano afirmó que la amputación se realizó para prevenir futuras lesiones, y el caso fue desestimado por falta de pruebas de lo contrario. Aunque el RCVS todavía considera inaceptable la caudectomía estética, no se han tomado medidas disciplinarias adicionales contra los veterinarios que la realizan.
La Ley de Bienestar Animal de 2006 convierte la caudectomía en canes en un delito penal, a excepción de los «perros de trabajo», como los perros policía, los perros de guerra, los perros de búsqueda y rescate, los perros que sirven como control de plagas y los perros de caza. Se presentaron tres opciones al Parlamento en marzo de 2006, y el Parlamento optó por la segunda:
- Prohibición total de la caudectomía en perros (opuesta por una mayoría de 278 a 267)
- Prohibición de la caudectomía en canes, con excepción de los perros de trabajo (respaldado por una mayoría de 476 a 63)
- Retención del statu quo.

Los denunciados por caudectomía están sujetos a una multa de hasta £20.000 o hasta 51 semanas de prisión, o ambos.
En Irlanda del Norte, la Ley de Bienestar de los Animales (Welfare of Animals Act) de 2011 hizo ilegal la caudectomía, excepto para ciertos perros de trabajo.
En Escocia, la caudectomía de cualquier raza es ilegal. La Ley de salud y bienestar animal de 2006 contiene disposiciones que prohíben el raboteo de animales domésticos. Sin embargo, el gobierno escocés ha llevado a cabo una consulta sobre este tema y declaró que tiene la intención de legislar para que la ley en Escocia se ajuste a la ley en Inglaterra y Gales, lo que significa que habrá una exención para ciertas razas de perros de trabajo. Esto se debe al aumento en el trauma vertebral grave reportado en perros de campo con colas desacopladas.

### Estatus legal de la caudectomía y otectomía en el mundo
| País                           | Estado | Fecha                                              |
| ------------------------------ | --- | -------------------------------------------------- |
| Afganistán                     | Sin restricciones. |                                                    |
| Argentina                      | Sin restricciones. Prohibición en proyecto |                                                    |
| Australia                      | Prohibido en todos sus estados y territorios. | Junio 2004 (Del este)16 Marcha 2010 (WA)           |
| Austria                        | Prohibido. | 1 de enero de 2005                                 |
| Bélgica                        | Prohibido. | 1 de enero de 2006                                 |
| Bolivia                        | Sin restricciones. |                                                    |
| Brasil                         | Prohibido para propósitos estéticos. |                                                    |
| Bosnia y Herzegovina           | Restringido, sólo puede ser hecho por un veterinario. |                                                    |

Sin restricciones.
Restringido (solo puede ser realizado por un veterinario).
Otectomía ilegal, caudectomía legal.
Prohibido con fines cosméticos.
Prohibido con pocas excepciones.

| Canadá                         | Canadá no tiene una ley federal que prohíba la cirugía estética de mascotas. La Asociación Canadiense de Medicina Veterinaria se opone a todas las prácticas estéticas. Varias provincias tienen legislación provincial contra la caudectomía, la otectomía y la mayoría de las cirugías estéticas: - Ilegal desde 2015 en Isla del Príncipe Eduardo - Ilegal en Terranova y Labrador bajo el Reglamento 35/12 del 2 de mayo de 2012. - Ilegal en Nueva Escocia desde entonces octubre de 2018. Anteriormente la práctica había sido prohibida para los veterinarios. Tres asociaciones veterinarias provinciales tienen prohibiciones para que sus veterinarios realicen la caudectomía, la otectomía y la mayoría de las cirugías estéticas: - Desde 2008 por la Asociación Médica Veterinaria de Nuevo Brunswick (NBVMA). - En vigor a partir de enero de 2017, una prohibición total de la cirugía estética, por el Ordre des médecins vétérinaires du Québec (OMVQ). - La Asociación Médica Veterinaria de Alberta votó para prohibir las prácticas en febrero de 2019. Tres asociaciones veterinarias provinciales con prohibiciones de cultivo de orejas están abiertas a una futura prohibición de la mutilación de la cola: - Desde 2013, la Asociación Médica Veterinaria de Saskatchewan prohibió el cultivo cosmético de orejas (estatuto 33.6) - Desde 2015, el Colegio de Veterinarios de Columbia Británica (CVBC). - Desde 2012, el Estatuto 31, de la Asociación Médica Veterinaria de Manitoba (MVMA). |                                                    |
| Chile                          | Prohibido. |                                                    |
| Colombia                       | Prohibido. |                                                    |
| Costa Rica                     | Sin restricciones. |                                                    |
| Croacia                        | Prohibido. |                                                    |
| Chipre                         | Prohibido. | 1991                                               |
| República Checa                | Prohibida la otectomía, pero la caudectomía sin restricciones. |                                                    |
| Dinamarca                      | Prohibido, con excepciones para cinco razas de perro de tiro. | 1 de junio de 1996                                 |
| Egipto                         | Sin restricciones. |                                                    |
| Inglaterra, Reino Unido        | La otectomía está prohibida desde 1899. La caudectomía está restringida desde entonces 2007, sólo puede ser hecho por un veterinario en condiciones seguras en perros de trabajo. | 2006                                               |
| Estonia                        | Prohibido. | 2001                                               |
| Finlandia                      | Prohibido. | 1 de julio de 1996                                 |
| Francia                        | La caudectomía no tiene restricciones (El parlamento francés decidió abstenerse de ratificar este apartado en la Convención europea para la protección de animales de compañía). Cualquiera otra cirugía para propósitos estéticos (como la otectomía) está prohibido desde 2009. |                                                    |
| Alemania                       | Prohibido, con excepciones para perros de trabajo. | 1 de mayo de 1998                                  |
| Grecia                         | Prohibido. | 1991                                               |
| Hungría                        | Prohibido. |                                                    |
| Islandia                       | Prohibido. | 2001                                               |
| India                          | Sin restricciones, por fallo del Tribunal Supremo de Madrás (WP N.º 1750/2012). |                                                    |
| Indonesia                      | Sin restricciones. |                                                    |
| Irán                           | Sin restricciones, la caudectomía y otectomía son materias que se imparten en las facultades veterinarias de Irán. |                                                    |
| Irlanda                        | Prohibido. | 7 de marzo de 2014                                 |
| Israel                         | Prohibido para propósitos cosméticos. | 2000                                               |
| Italia                         | Prohibido. |                                                    |
| Japón                          | Sin restricciones. |                                                    |
| Kuwait                         | Sin restricciones. |                                                    |
| Letonia                        | Prohibido. |                                                    |
| Líbano                         | Sin restricciones. |                                                    |
| Lituania                       | Prohibido. |                                                    |
| Luxemburgo                     | Prohibido. | 1991                                               |
| Malasia                        | Sin restricciones. |                                                    |
| Marruecos                      | Sin restricciones, Marruecos tiene no leyes de protección animal. |                                                    |
| Mauricio                       | Sin restricciones. |                                                    |
| México                         | Sin restricciones en algunos estados. Tamaulipas prohibido desde octubre de 2020 |                                                    |
| Nepal                          | Sin restricciones. |                                                    |
| Países Bajos                   | Prohibido. | 1 de septiembre de 2001                            |
| Nueva Zelanda                  | Otectomía y caudectomía prohibidas. | 1 de octubre de 2018                               |
| Irlanda del Norte, Reino Unido | Otectomía ilegal. Caudectomía restringida desde 2013, sólo puede ser hecho por un veterinario en razas de perro laborables. |                                                    |
| Noruega                        | Prohibido. | 1987                                               |
| Perú                           | Sin restricciones. |                                                    |
| Filipinas                      | Sin restricciones. |                                                    |
| Portugal                       | Otectomía prohibida. Caudectomía restringida sólo a veterinarios. | 2001                                               |
| Polonia                        | Prohibido. | 1997                                               |
| Rusia                          | Restringido. |                                                    |
| Escocia, Reino Unido           | Prohibido. | 2006                                               |
| Serbia                         | Otectomía prohibida. Caudectomía prohibida para propósitos estéticos, pero permitida para propósitos médicos y algunos perros de trabajo. | 2011                                               |
| Eslovaquia                     | Prohibido. | 1 de enero de 2003                                 |
| Eslovenia                      | Prohibido. | Abril de 2007                                      |
| Sudáfrica                      | El Consejo Veterinario sudafricano ha prohibido a los veterinarios de realizar este procedimiento (excepto propósitos médicos). Otectomía también prohibida. | 1 de junio de 2008                                 |
| España                         | Prohibido todas las autonomías, excepto Ceuta y Melilla: - Andalucía, Ley 11/2003 de 24/11/03 de Protección de los Animales - Aragón, Ley 11/2003, de 19 de marzo, de protección animal en la Comunidad Autónoma de Aragón - Cataluña, Decret Legislatiu 2/2008, de 15 de abril, pel qual s’aprova el text refós de la Llei de protección dels animals. - Com. de Madrid, Ley 1/1990, de 1 de febrero, de Protección de Animales Domésticos. - Com. Valenciana, Ley 12/2009, de 23 de diciembre, de la Modificación de la Ley 4/1994, de 8 de julio de la Generalitat, sobre protección de animales de compañía - Región de Murcia, Ley 10/1990, de 27 de agosto, de protección y defensa de los animales de compañía - Navarra, Ley Foral 7/1994, de 31 de mayo, de protección de los animales - Asturias, Ley del Principado de Asturias 13/2002, de 23 de diciembre, de Tenencia, Protección y Derechos de los Animales - Cantabria, Ley 3/1992, de 18 de marzo, de Protección de los Animales - Canarias, Ley 8/1991, de 30 de abril, de protección de los animales - Castilla y León, Ley 5/1997, de 24 de abril, de protección de los animales de compañía. - Castilla–La Mancha, Ley 7/1990, de 28 de diciembre, de Protección de los Animales Domésticos - Extremadura, Ley 5/2002, de 23 de mayo, de Protección de los Animales en la Comunidad Autónoma de Extremadura - Galicia, Ley 1/93 de 13/04/1993 (publicada el 22/04/1993) de protección de los animales domésticos y salvajes en cautividad, en el ámbito de la Comunidad Autónoma de Galicia. - Islas Baleares, Ley 1/1992, de 8 de abril, de protección de los animales que viven en el entorno humano - País Vasco, Ley 6/1993, de 29 de octubre, de Protección de los Animales - La Rioja, Ley 2 /2000, de 31 de mayo modificación de la Ley, 5 / 1995 de marzo, de protección de los animales Sin embargo, cada ley varía en sus implicaciones. Para más información, véase: |                                                    |
| Sri Lanka                      | Sin restricciones. |                                                    |
| Suecia                         | Prohibido. | 1989                                               |
| Suiza                          | Prohibido. | 1 de julio de 1981 (otectomía), 1988 (caudectomía) |
| República de China             | Sin restricciones. |                                                    |
| Tailandia                      | Sin restricciones. |                                                    |
| Túnez                          | Sin restricciones. |                                                    |
| Turquía                        | Prohibido. | 24 de junio de 2004                                |
| Estados Unidos                 | Sin restricciones. Algunos estados, incluyendo Nueva York, y Vermont ha considerado proyectos de ley para hacer la práctica ilegal. |                                                    |
| Islas Vírgenes, Reino Unido    | Prohibido. | 2005                                               |
| Gales, Reino Unido             | Restringido, sólo puede ser hecho por veterinario en perros de trabajo. | 2006                                               |

## En ganadería

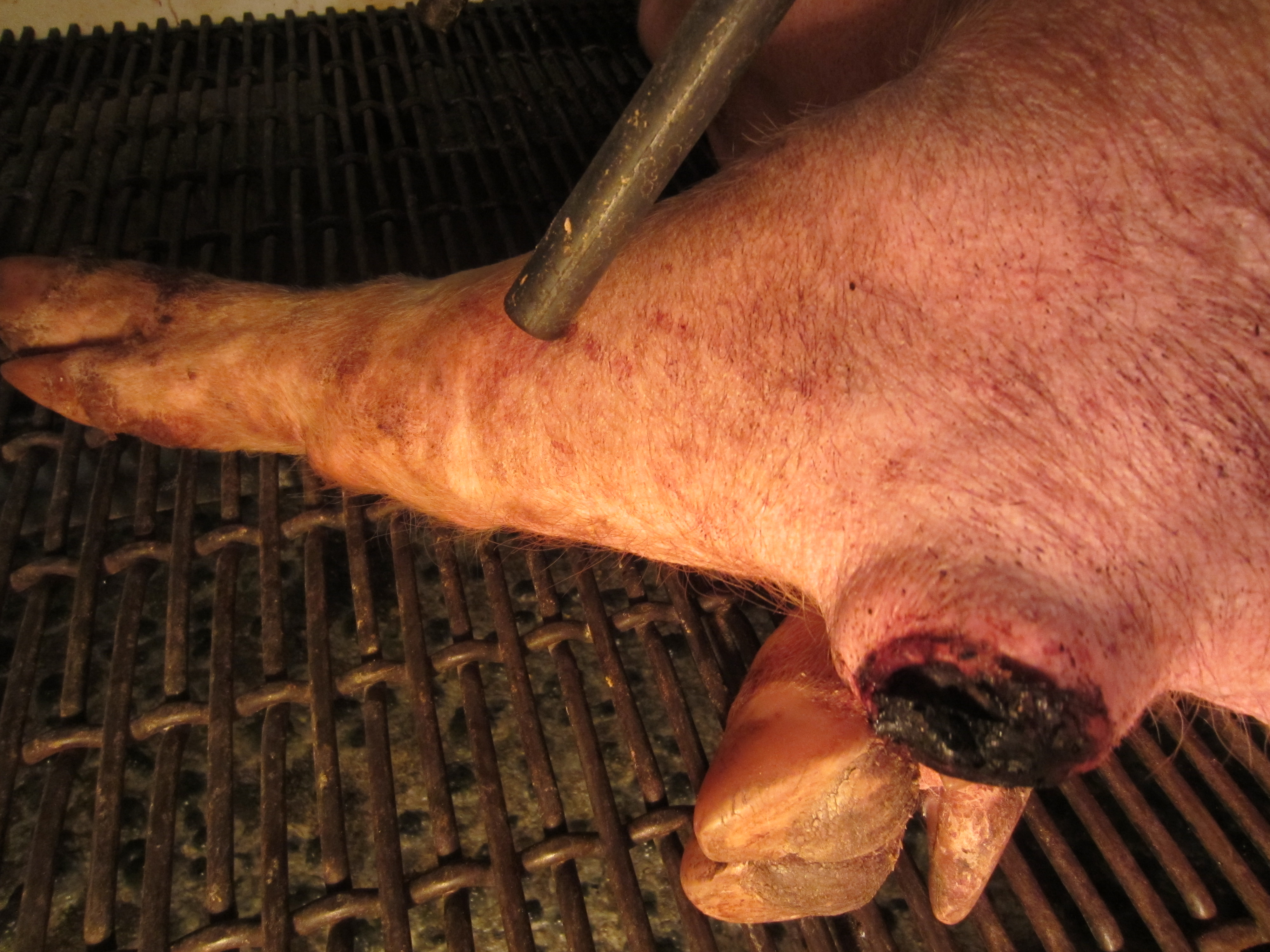
Cerdo recién descolado.

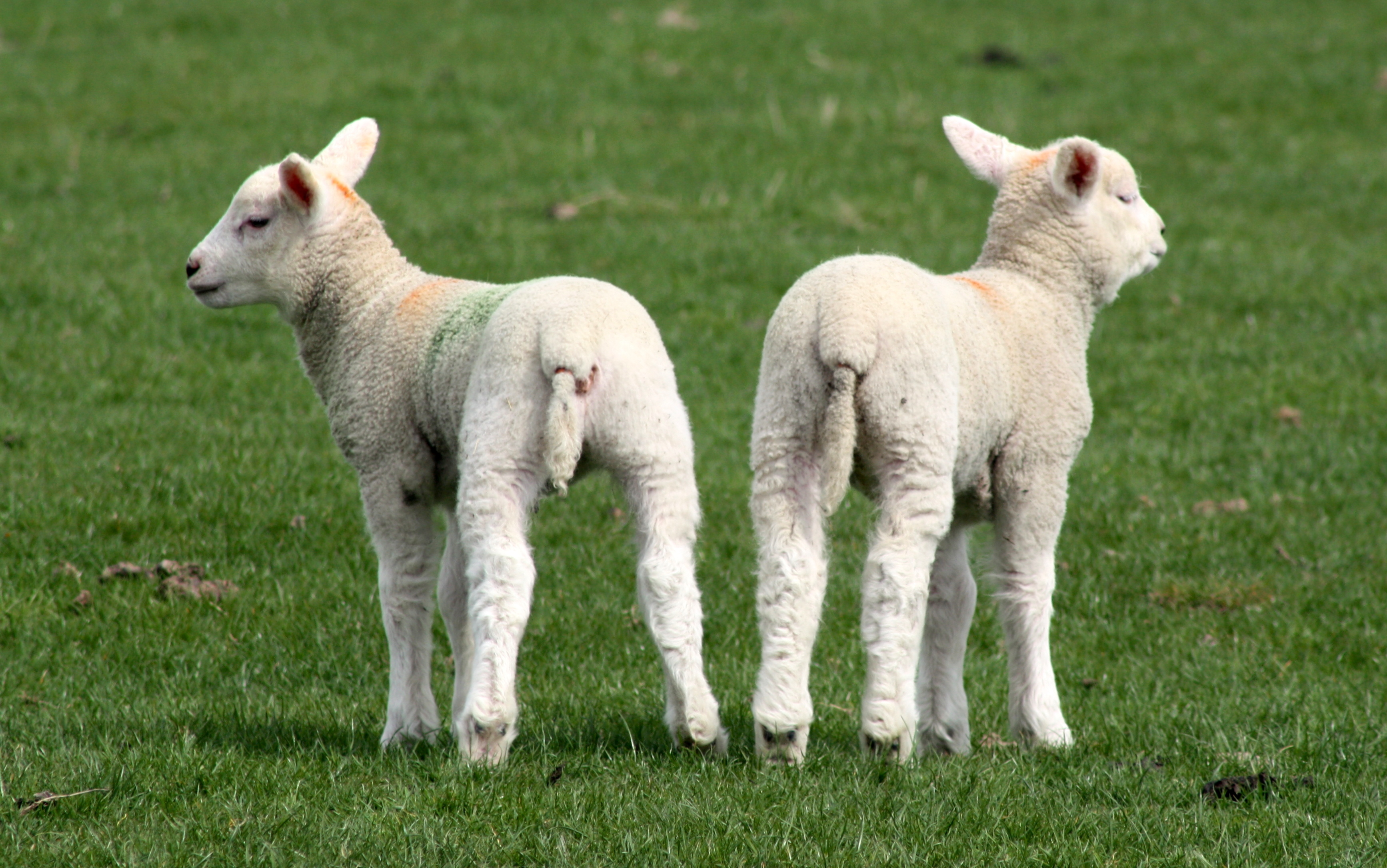
Dos corderos que sufren un proceso de caudectomía mediante el método del anillo de goma. El anillo de goma es lo suficientemente apretado como para cortar el flujo de sangre a la parte inferior de la cola del cordero, que finalmente se atrofiará y se caerá.

Aunque la caudectomía en mascotas (animales de compañía) cada vez está más regulada y restringida, otros animales domesticados como los animales de granja no corren ni de cerca la misma suerte. La caudectomía es bastante común en la ganadería industrial para ovejas y cabras. También en cerdos. Provocar la caudectomía en los animales de una granja «hace más eficiente la producción».
Una de las principales razones que se argumentan desde los sectores favorables a la caudectomía es que la cola atrae moscas, cuyas larvas pueden provocar miasis cutánea en el animal (por acumulación de materia fecal). Sin embargo, no ha estudios claros que verifiquen está correlación, sino todo lo contrario: los resultados obtenidos son contradictorios al comparar la incidencia de miasis cutánea en ovejas con y sin caudectomía. No parece haber pruebas concluyentes de que la amputación de la cola reduzca el riesgo de miasis. En cambio, un estudio de 2017 señala que la amputación de la cola se realiza por tradición y estética, ya que no hay pruebas de que la caudectomía beneficie a las ovejas sin lana o que viven en regiones con baja incidencia de miasis. De hecho, el porcentaje de incidencias por miasis varía enormemente según la región geográfica entre un 0,3 y un 18 %.
Cuando la caudectomía es necesaria, se recomienda por lo menos dejar 3 vértebras coccígeas para que el muñón de la cola proteja al menos el ano y la vulva del animal. Una caudectomía realizada sin el conocimiento necesario y sin unos mínimos de higiene, puede infectar al cordero de tétano, o provocarle inflamación y un prolapso rectal, ya que se atrofia la musculatura del esfínter del animal.
Varios estudios demuestran que los animales sufren estrés y dolor cuando son amputados algunas de sus partes (descole, descornado, despique, castración, otectomía...):

Existen evidencias basadas tanto en el comportamiento de los animales como en parámetros fisiológicos que demuestran sin lugar a dudas que la amputación de la cola y la castración son procedimientos estresantes y dolorosos. El dolor agudo inducido por estos procedimientos dura varias horas y es seguido por dolor crónico, que puede durar más de 48h.
(...)
Los corderos a los que se les amputa la cola quirúrgicamente muestran una concentración plasmática de cortisol elevada y una posición anormal cuando están de pie y al caminar después del procedimiento.
(...)
Las respuestas de comportamiento son similares independientemente de la edad, lo que sugiere que los animales jóvenes tienen presumiblemente la misma percepción del dolor que los animales de más edad.
FAWEC (Farm animal welfare education centre)